# The Bad Guys 2
The Bad Guys 2 is een Amerikaanse computer-geanimeerde komische heistfilm uit 2025, geregisseerd door Pierre Perifel en JP Sans en losjes gebaseerd op de gelijknamige kinderboekenreeks van Aaron Blabey. De film is het vervolg op The Bad Guys uit 2022 en werd geproduceerd door DreamWorks Animation en gedistribueerd door Universal Pictures.

## Verhaal
De bende criminelen, gekend als de Bad Guys hebben moeite om vertrouwen en acceptatie te vinden in hun nieuwe leven als Good Guys. Ze worden echter door een vrouwelijke groep criminelen gedwongen om nog een laatste klus te klaren.

## Stemverdeling
| Personage                | Engelse stem    | Nederlandse stem      | Vlaamse stem  |
| ------------------------ | --------------- | --------------------- | ------------- |
| Mr. Wolf                 | Sam Rockwell    | Gijs Naber            | Jenne Decleir |
| Mr. Snake                | Marc Maron      | Frank Lammers         |               |
| Mr. Shark                | Craig Robinson  | Rayen Panday          |               |
| Mr. Piranha              | Anthony Ramos   | Jody Bernal           |               |
| Ms. Tarantula            | Awkwafina       | Denise Aznam          |               |
| Kitty Kat                | Danielle Brooks | Peggy Sandaal         | Slongs        |
| Doom                     | Natasha Lyonne  | Chava voor in 't Holt |               |
| Pigtail                  | Maria Bakalova  |                       |               |
| Governor Diane Foxington | Zazie Beetz     | Giovanca Ostiana      |               |
| Professor Marmalade      | Richard Ayoade  | Nasrdin Dchar         |               |
| Tiffany Fluffit          | Lilly Singh     | Tara Hetharia         |               |
| Misty Luggins            | Alex Borstein   | Elise Schaap          |               |

## Productie
In maart 2022, een maand voordat The Bad Guys werd uitgebracht, zei regisseur Pierre Perifel dat hij graag een vervolg zou maken. Op 26 maart 2024 werd een vervolg bevestigd door DreamWorks Animation, waarbij Perifel terugkeerde om te regisseren en JP Sans, die hoofd karakteranimatie was in de vorige film, co-regisseerde. Sam Rockwell, Marc Maron, Awkwafina, Craig Robinson, Anthony Ramos, Richard Ayoade, Zazie Beetz, Alex Borstein en Lilly Singh hernemen allemaal hun rollen uit de vorige film. Daniel Pemberton keert ook terug om de muziek te componeren.
Op 6 oktober 2023 werd onthuld dat de film geanimeerd zou worden door Sony Pictures Imageworks. Imageworks zou als partnerstudio met DreamWorks opereren en een "gemengd productiemodel" hanteren.

## Release en ontvangst
The Bad Guys 2 ging op 25 juli 2025 in première in het Verenigd Koninkrijk en op 1 augustus 2025 in de Amerikaanse bioscopen. De film kreeg overwegend positieve kritieken van de filmcritici, met een score van 87% op Rotten Tomatoes, gebaseerd op 90 beoordelingen.

### Kassaopbrengsten
The Bad Guys 2 ging in de Amerikaanse bioscopen in première naast The Naked Gun met de verwachting van een bruto-opbrengst in het openingsweekend van 20 miljoen Amerikaanse dollars in 3852 bioscopen. De film bracht uiteindelijk 22,2 miljoen dollar op in zijn openingsweekend en eindigde daarmee op de tweede plaats aan de kassa. Op 3 augustus 2025 had de film, samen met de opbrengst van 22,3 miljoen dollar in de andere gebieden, een totale opbrengst van 44,5 miljoen dollar.